# Sufismo

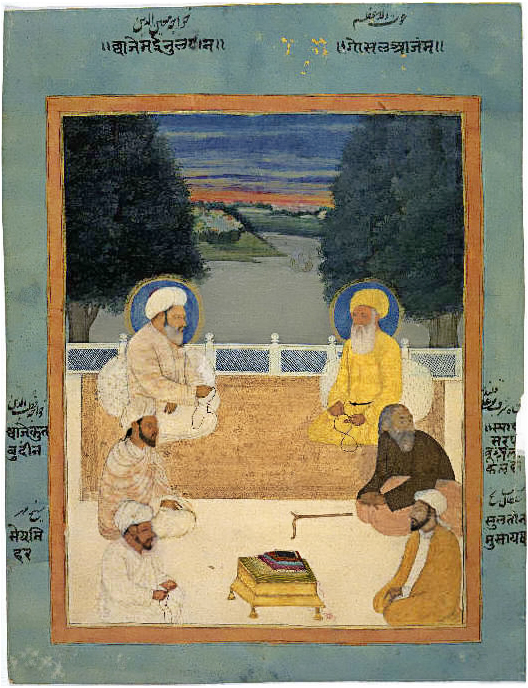
Seis maestros sufíes, año 1760.

El sufismo (en árabe: الصوفية‎, romanizado: al-Ṣūfiyya o en árabe: التصوف‎, romanizado: al-Taṣawwuf) es un término colectivo para corrientes del islam que tienen tendencias ascéticas y una orientación espiritual a la que a menudo se hace referencia con la palabra misticismo. El término arábico tasawwuf (lit. «convertirse en sufí»), se refiere al proceso de alcanzar ideales éticos y espirituales. Como cuerpo místico de práctica religiosa dentro del islam, se caracteriza por centrarse en la autopurificación (tazkiyah), espiritualidad, ritualismo, ascetismo y esoterismo.El sufismo es en tal sentido la dimensión interna y el aspecto espiritual del islam. A veces se describe como «misticismo islámico». 
Los seguidores o practicantes del sufismo son llamados «sufíes» (en árabe: صُوفِيّ‎, romanizado: Ṣūfī) o «derviches» (en persa: درویش‎, romanizado: darvish), e históricamente han pertenecido a menudo a diferentes «órdenes» llamadas tariqa (pl. ṭuruq): congregaciones formadas en torno a un gran maestro conocido como wali que rastrea una cadena directa de maestros sucesivos (silsila) hasta el profeta islámico, Mahoma. Estas órdenes se reúnen para sesiones espirituales (majalis) en lugares de reunión conocidos como zagüías, janqahs o tekke, con el fin de pasar por la tazkiya (autopurificación) y con la esperanza de alcanzar la estación o etapa espiritual (Maqām) del ihsan (la perfección de la adoración), como se detalla en un hadiz: «Ihsan es adorar a Alá como si lo vieras; si no puedes verlo, seguramente Él te ve a ti». Los sufíes consideran a Mahoma como al-Insān al-Kāmil, el hombre perfecto primario que ejemplifica la moralidad de Dios, y lo ven como su líder y guía espiritual principal. el objetivo último de los sufíes es el de buscar el placer de Dios esforzándose por regresar a sus estado original de pureza y disposición natural, conocido como fitra.
Los elementos centrales de las diversas enseñanzas prácticas y teóricas incluyen a menudo una creencia en la unidad de todo lo que existe, un «significado interno» (en árabe: باطن‎, romanizado: batin) del corán, una cercanía o inmediatez individual a Dios, así como correspondientes versos coránicos ejemplares y hadices tradicionales normativos e informes biográficos sobre Mahoma. Todas las órdenes sufíes trazan la mayoría de sus preceptos originales de Mahoma a través de su primo y yerno Alí, con la notable excepción de la orden Naqshbandi, que rastrea sus preceptos originales a Mahoma a través de su compañero y suegro, Abu Bakr.
Históricamente se ha confundido con una secta del islam, cuando en realidad es una orden religiosa para cualquier denominación islámica. El sufismo es la ciencia de ihsan (las prácticas internas), mientras que fiqh es la ciencia del Islam (las prácticas externas) y aqidah es la ciencia de imán (la fe).El sufismo surgió muy temprano en la historia islámica, en parte como reacción contra la mundanidad del primer califato omeya (661-750) y principalmente bajo la tutela de Hasan al-Basri. Aunque los sufíes se oponían al legalismo seco, observaban estrictamente la ley islámica y pertenecían a diversas escuelas de jurisprudencia y teología islámicas. Aunque la abrumadora mayoría de los sufíes, tanto premodernos como modernos, eran y son adherentes del islam sunita, también desarrollaron ciertos aspectos de la práctica sufí dentro del ámbito del islam chiita durante el período medieval tardío. Esto ocurrió especialmente tras la conversión safávida de Irán bajo el concepto de irfan (gnosis, conocimiento místico).Las órdenes sufíes tradicionales durante los primeros cinco siglos del islam se basaron en el islam sunita.
Los sufíes se han caracterizado por su ascetismo, especialmente por su apego al dhikr, la práctica de recordar a Dios, que a menudo se realiza después de las oraciones. Los sufíes también desempeñaron un papel importante en la difusión del islam a través de sus actividades misioneras y educativas.Ganaron adeptos entre varios musulmanes como reacción contra la mundanalidad del califato omeya temprano (661-750) y han abarcado varios continentes y culturas durante un milenio, expresando inicialmente sus creencias en árabe y luego expandiéndose al persa, turco y urdu, entre otros. Los sufíes desempeñaron un papel importante en la formación de sociedades musulmanas a través de sus actividades misioneras y educativas. Según William Chittick, «en un sentido amplio, el sufismo puede describirse como la interiorización e intensificación de la fe y la práctica islámicas».
A pesar de un relativo declive de los órdenes sufíes en la era moderna y la crítica de algunos aspectos del sufismo por parte de pensadores modernistas y movimientos islámicos revivalistas (tales como los salafistas conservadores o los wahabistas), el sufismo ha seguido desempeñando un papel importante en el mundo islámico, especialmente en la corriente neotradicionalista del islam sunita,y ha experimentado un nuevo resurgir en el siglo XXI y también ha influido en diversas formas de espiritualidad en Occidente y generado interés académico significativo.

## Contexto
El término sufismo se usa en Occidente para referirse, por un lado a la espiritualidad islámica denominada tasawwuf, que incluye diferentes movimientos ortodoxos y heterodoxos del islam.
También es usado para definir grupos esotéricos desvinculados del islam, como algunas formas de sincretismo Nueva Era.
En el ámbito de algunas universidades islámicas hace referencia a la psicología islámica (el conocimiento del alma y su purificación, donde también se denomina tazkiyyat al-nafs) y en ocasiones se confunde con el ajlāq, que se suele entender como moral, pero que en su concepción clásica indica la nobleza de carácter.
En las primeras décadas de existencia del islam, el «sufí» no fue reconocido como una rama del islamismo, y desde el punto de vista de la mayoría de los investigadores, fue desarrollado por personas que eligieron la ascesis y la vida espiritual. Pero algunos de los sabios sufíes creen que el sufismo era una realidad sin nombre, y luego fue un nombre sin realidad. Los sabios sufíes eligieron el tariq (‘camino’), argumentando que fue inaugurado por el propio Mahoma, y citan numerosos antecedentes en el Corán y en el hadiz.
En el ámbito tradicional islámico, el tasawwuf al-islami denomina la espiritualidad islámica, es decir, aquella faceta, conocimientos, métodos, formas y ritos que, dentro del contexto del islam, se han dedicado a las cuestiones del espíritu, la purificación del alma, a la metafísica, a la interpretación interior de los preceptos islámicos, y la relación de Dios con el Cosmos.
Mientras que la filosofía islámica se centró en objetivos parecidos desde el punto de vista de un conocimiento especulativo y racional, el tasawwuf incide en la práctica y la experiencia intuitiva, para así conseguir un conocimiento directo de las realidades espirituales (tahqīq) a través del desvelamiento (kashf) y la inspiración (ilham).
Por otro lado, el tema principal del sufismo es la consecución (o realización) de la proximidad a Dios (qurba) o la santidad (walaya), lo cual lo diferencia de otras formas de espiritualidad islámica.

## Definiciones
Desde la aparición del término en el siglo segundo de la Hégira ha servido para denominar a un conjunto de diversas formas de espiritualidad dentro del islam, incluyendo ciertas formas de ascetismo (zuhd), de fervor religioso (ubbād), ciertos movimientos de caballería espiritual (futuwa) o militares como las rábitas (ribāt), y también formas como la gnosis ('irfan), también como sufismo popular y veneración por los santos o morabitismo, o como espiritualidad sin ninguna manifestación externa (malamiyya).
También ha llegado a ser considerado una más de las ciencias tradicionales islámicas, con las que ha tenido importantes relaciones, como con la filosofía islámica (falsafa), la jurisprudencia (fiqh), la teología (kalām), la cosmovisión ('aqida) o la exégesis coránica (tafsir).
Esto hace que las definiciones sobre lo que es el sufismo sean muy variadas e imperfectas.
Algunos ejemplos de ellas son:

El sufismo es cortesía espiritual (adab): cortesía con cada instante, en toda circunstancia y en todo momento.

En el inicio [en tiempos del profeta Mahoma] era una realidad sin nombre, y ahora es un nombre sin realidad.

El famoso sufí argelino Mustafa al-'Alawi ha dicho sobre el tema: «El tawhid (la realización de la Unicidad Divina, o el objetivo último del sufismo), no es lo que está escrito en las hojas de papel o lo que pronuncian los charlatanes.
El tawhid son las huellas que dejan en los amantes y lo que brilla de su luz en los horizontes»;
o también
«El sufismo no es algo que se pueda expresar con palabras, sino una certidumbre absoluta y realización.
Cuanto ignorante se regocija en su ignorancia y cuanto conocedor sufre por su conocimiento».
Para Al-Ghazali en su autobiografía, es la cumbre de todas las ciencias islámicas, porque su objetivo es Dios Mismo, es un camino de Conocimiento y es ante todo una vía práctica y experimental, donde los conocimientos y los estados del alma deben ser saboreados (dawq) y experimentados para conocer a Dios en todas sus manifestaciones: en el universo, en las criaturas, en los seres humanos y sobre todo en la propia alma (nafs), depositaria del secreto (sirr) del Espíritu (ruh).
También se dice que el sufismo es el «camino que pretende purificar el corazón», que es el órgano donde se concentra el espíritu, siguiendo el dicho profético que dice «en el ser humano hay un trozo de carne que si está sano, todo él está sano, y si está corrupto, todo él está corrupto, y ese órgano es el corazón».
Es el camino del amor profundo a Dios.
Idries Shah, maestro contemporáneo, autor de Los Sufíes y de otros 35 libros, involucrado en empresas humanísticas, académicas, científicas y destacado socio fundador del Club de Roma escribió «Si das lo que puede ser tomado, no estás dando realmente. Toma lo que te dan, no lo que quieres que te den. Da lo que no puede ser tomado».
Un maestro actual, Shaij Nazim al-Qubrusi, ha dicho «es otorgar a cada cosa su realidad», o como dicen otros, «vestirse con las más nobles características (makarim al-ajlaq)».

## Etimología
El término taṣawwuf, derivado de la raíz ṣ/w/f, desde su aparición se le han asociado varias etimologías.
La primera de ellas parece relacionarse con la ‘lana’ (ṣūf), debido a que los primeros en ser descritos como sufíes vestían solo prendas simples de lana, que era considerada un tejido humilde y barato.
Otra de las etimologías lo asocia a pureza (ṣafā), pues consideran que ese es el elemento distintivo del sufí.
Otra relaciona al sufí con la «gente del sofá» (ahl al-ṣufa), que eran los compañeros del Profeta que se aposentaban en una estructura cercana a su casa mezquita en Medina, donde permanecían en adoración separados del mundo durante largos periodos.
Por encima de estas denominaciones Huŷwiri (f. 1077), autor de uno de los tratados de sufismo persa más antiguos, comenta:

Para los sufíes el significado de taṣawwuf está más claro que la luz del sol y no necesita ninguna explicación o indicación. Como sufí no admite ninguna explicación, todo son conjeturas, tanto si reconocen la dignidad del nombre como si no, cuando tratan de comprender su significado. Los perfectos de entre ellos son llamados sufíes, y los aspirantes de rango inferior (šalibūn) entre ellos son llamados mutaṣawwif; porque taṣawwuf pertenece a la misma forma de tafa'aul, que implica ‘afrontar los problemas’ (takalluf), y es una rama de la raíz original. La diferencia entre ambos en significado y etimología es evidente. La pureza (ṣafā) es una santidad con un signo y una relación (riwāya), el sufismo es una resignada imitación de pureza.
La pureza, entonces, es una resplandeciente y evidente idea, y el sufismo es una imitación de esa idea. Sus seguidores en este nivel son de tres tipos: los sufíes, los mutaṣawwif, y los mustaṣwif. El sufí es aquel que está muerto para sí mismo y vive por la Verdad; ha escapado de las ataduras de las características humanas y realmente alcanzado (a Dios). El mutaṣawwif es aquel que trata de alcanzar este rango mediante el esfuerzo (muŷahada) y en su búsqueda rectifica su conducta de acuerdo con su ejemplo (de los sufíes). El mustaṣwif es el que trata de hacerse pasar como uno de ellos persiguiendo el dinero y la riqueza y el poder y la prosperidad material, pero no tiene conocimiento de estas dos cosas.
A. Hujwiri

El concepto de Sufi ha derivado de la palabra Suf, y esta palabra significa Lana, y como los sufíes llevaban ropa de lana, era sido famoso a Sufi. También ellos la usaban como señal de desprecio hacia la vestimenta lujosa y símbolo de la sumisión del cordero, análoga a la sumisión, un musulmán verdadero. Los más grandes de los sabios del Sufismo como Muhyedin ibn Arabi, hacen derivar la palabra de la raíz árabe Safa, significa blanquear o purificar; destacando así un aspecto esencial y común del Camino: la purificación del corazón para convertirlo en digno asiento de la Presencia Divina.
Algunos han dicho que Sufí se ha derivado de la palabra Sofía que es una palabra griega. También se ha dicho que es de la palabra sabiduría o incluso e Ahl Al-Suffah, con que se conocía en periodo de Mahoma a un grupo de sus compañeros que estaban en la mezquita y vivían en un lugar, apartados de mundo y vivían de la caridad de la sociedad, completamente dedicados a la devoción y a aprender del profeta del islam.

## Hermandades o cofradías (turuq)
El sufismo y sus practicantes están agrupados en distintas hermandades (tariqa, pl. turūq) que persiguen la purificación del alma humana (nafs), la consecución del Conocimiento divino (ma'arifa) y la realización de la Realidad Divina (haqīqa), a través de las enseñanzas espirituales que brinda la Revelación (el Corán y la sunna, principalmente), de manera secundaria a los dichos y experiencias de otros profetas y los santos, y la práctica de un camino espiritual a través de la guía de un maestro autorizado (que posee una cadena iniciática, silsila).
Las diferencias entre ellas se deben más que a una cuestión de principios a las características especiales que les infunden los grandes maestros de cada cadena iniciática.

## Desarrollo histórico
Siguiendo las etapas que propone M. Sells
los periodos históricos del islam se pueden dividir en:
1. La fase pre-sufí, que incluye la espiritualidad inicial, basada en el Corán, los elementos esenciales del islam y el viaje nocturno del profeta (miraŷ);
2. el periodo temprano, que incluye las narraciones de las primeras generaciones como Hasan al-Basrī (f. 728), Dhu l-Nun el Egipcio (f. 864), Rabia al Adawiyya (m 801), Abu Yazid al-Bistami, al-Muhasibi, Yunayd, Abu Talib al-Makki, al-Hakim al-Tirmidhi (no confundir con el transmisor de hadices). Sus palabras y sus textos han sido transmitidos de manera masiva a través de referencias en textos posteriores. Para Sells este periodo incluye desde Hasan al-Basra hasta Niffari (f. 965);
3. luego le sigue la época formativa de la literatura y la ciencia sufíes, que abarca desde al-Sarrāŷ (f. 1273) hasta Ibn 'Arabī (f. 1240), que marca el final del periodo clásico o de formación, y que abre las puertas al
4. periodo moderno, en el cual se estructuran las diferentes escuelas o hermandades (turuq).
5. periodo contemporáneo, desde el fin de la formación de los turuq mayores hasta la actualidad.

Esta clasificación de las diferentes etapas coinciden con las que exponen otros autores como D. Gril y E. Geoffroy,
que hace más hincapié en el periodo de formación de los turuq, o Annemarie Schimmel.
Pero siempre este tipo de clasificaciones son inexactas, y no deben ser más que un guion o herramienta para entender el discurrir histórico del sufismo.
De las hermandades místicas del islam están los Qadiriya, discípulos de Abd al-ghader al-Yilani (1077-1166); los Rifaiya, construido por Ahmad Ibn Ali Al-Rifaí (1106-1182); los Chistiya, fundada por Muoin Al-Din Hasan Al-Chisti (1142-1236); los Kubrawiya, construido por Naym Al-Dín Kubra (1145-1221); los Suhrauardiya, fundada por Shihab Al-Dín Abu Hafs omar (1145-1234); los Shadiliya, fundada por Abu-l-Hasan al-Shadili (1196-1258); los Qalandariya, construido en Siria por Yamal Muhammad Ibn Yunos al-Safawi en 1219; los Mawlawiyya, construido por Yalalu Al-dín Al-Rumí (1207-1273); los Badawiya, construido por Ahmad Al-Badawi (1199-1276); los Bektashiya, construido por Hayi Bektach Wali (en siglo XIII); los Safaviya, construido por Safi Al-dín (1252-1334), que daría origen a la dinastía safavi en Irán; los Naqshbandiya, construido por Muhammad Baha Al-Din al-Naqshbandi (1318-1388); los Isawiya, construido por Muhammad ibn Isa Al-Fihri (1524); los Jalwatiya, antigua orden por Mustafa Al-Bakri (1749); la Tijaniya, brote de la Yalwatiya en África, construido por Ahmad al-Tijaní (1737-1815); los Idrisiya, construido por Ahmad Ibn Idrís (1760-1837); y los Sanusiya, construido por Muhammad Ibn Alí Al-Sanusí (1787-1859).

### 1. Etapa de pre-desarrollo
El término árabe taṣawwuf apareció en el siglo segundo de la Hégira, coincidiendo con la formación del resto de ciencias islámicas.
Hasta ese momento si es cierto que habían existido cierto número de personas que habían seguido una serie de prácticas dentro del seno del islam, sin recibir denominación alguna, donde destacaban la ascesis (zuhd), la intensidad de los actos e oración ('ubbād), que en ocasiones se habían organizado en ciertos lugares, como fondas (funduq) o rábitas (o rábida en árabe ribāt).
En esta época de pre-formación los ejemplos de espiritualidad presentes son relativamente pocos: el Corán y las palabras de Mohammed tratan de algunos asuntos espirituales, pero otros elementos como la conceptualización de la yihad como una "lucha interior" son un desarrollo contemporáneo de parte de apologistas musulmanes que intentan evitar que se relacione al islam con los actos violentos que cometen diversos grupos e individuos musulmanes hacia personas de otras religiones.
En el desarrollo del sufismo es importante prestar atención a la ubicación geográfica de los primeros centros de surgimiento de las cofradías y maestros: Persia, Siria y zonas del norte africano. Esto no es casualidad, ya que en esos lugares se encontraban fuertemente arraigados el monaquismo cristiano oriental (Siria, Palestina y Egipto) y las ideas del misticismo zoroástrico (Persia y el Kurdistán). Es significativo que el desarrollo del sufismo coincida, precisamente, con la puesta en contacto del islam con estas antiguas tradiciones, y no antes ni en otros entornos como la Península arábiga. También se afirma que pudo haber cierto influjo de algunas creencias budistas e hinduistas, ya que los ejércitos musulmanes ocuparon regiones como el Hindu Kush, Asia Central y el actual Afganistán, en las que los monasterios budistas y los templos hinduistas eran muy comunes.
Existen evidencias posteriores de la cercanía entre la disciplina practicada por las cofradías sufíes y el monaquismo cristiano: en las regiones cristianas que caían bajo el dominio turco otomano, las cofradías sufíes fueron un elemento clave para la conversión de muchos cristianos de extracción campesina al islam, ya que, una vez prohibidos o diezmados los monasterios cristianos en esas tierras, el pueblo solía encontrar similitud en la espiritualidad sufí. Esto se vio en extensas áreas de Anatolia y muy especialmente en Albania y Bosnia. El único ejemplo similar al sufí de sincretismo musulmán-cristiano podría hallarse entre los alauitas de Siria, pudiéndose agregar quizá, el culto de los morabitos en el Magreb, que derivaría del antiguo culto a santos cristianos en esas mismas regiones, antes del islam.
En los dos primeros siglos de la historia del islam se diferenciaron progresivamente las diferentes ciencias islámicas; con las crisis política del conflicto de sucesión del califato y la transformación en un imperio, quienes creyeron que el espíritu original del islam se veía traicionado tendieron a generar movimientos que pretendían conservar los valores espirituales de la revelación.
Así, de manera paralela al desarrollo de todos las ciencias religiosas, que tendían a conservar el legado y a enfrentarse a las nuevas cuestiones que se presentaban con la expansión del islam, muchos de aquellos de las primeras generaciones que se habían caracterizado por su gran espiritualidad transmitieron sus enseñanzas junto con otras ciencias accesorias como el hadiz y el Corán.
De ahí que las primeras líneas iniciáticas tengan como eslabones a personajes célebres en otras ciencias.

### 2. El periodo temprano
Con Hasan al-Basri, se considera que el sufismo empieza a tener un carácter diferencial dentro del resto de ciencias islámicas, aunque en ese momento no exista designación para ese movimiento. En estas generaciones, dentro del sufismo, se considera que existían todas las posibilidades del sufismo de manera realizada, sin necesidad de una existencia diferenciada de las prácticas islámicas comúnmente entendidas.
Así, junto a la formación de las diferentes ciencias islámicas, comenzó a aparecer una ciencia dedicada al estudio y conocimiento de los estados espirituales y las realidades contenidas en la revelación, el papel de los Profetas y el concepto de santidad (walāya) en el islam. Autores como Ŷa'far al-Siddīq (f. 765), considerado como imam por los chiíes, será uno de los primeros en dejar constancia escrita de una interpretación espiritual del Corán en su hermenéutica coránica. Otra de las figuras cruciales será una mujer, Rabia al-Adawiyya (f. 801), que en cierta manera trasciende el concepto de ascesis que marca más al-Basri, y que incide en el camino del Amor (mahabba e išq) y la Sinceridad (ijlāṣ) con Dios, como principales motores del camino espiritual, al hacer más hincapié en algunos aspectos del Corán y las narraciones proféticas.
También Al-Muhasibi (f. 857) desarrollará otros de los elementos del sufismo más importante: la vigilancia de los actos y movimientos del alma humana en su famoso al-Ri'ayya li-huquq Allah, La vigilancia de los derechos divinos, que define los conceptos y los métodos de estados espirituales tan importantes como la muhasaba o el examen de los propios actos, pensamientos y estado, o la muraqaba, la atención interior, que consiste en la conciencia de la vigilancia divina sobre el siervo.
Además de estas figuras destaca Sahl al-Tustari (m 896), famoso sufí iraquí que marcó los desarrollos posteriores de la hermenéutica sufí del Corán, y que influyó en autores posteriores, como la escuela salimiyya -cuyo principal representante será Abu Talib Al-Makki (f. 998), autor del 'Qut al-Qulub', 'El alimento de los corazones', uno de los tratados sufíes más antiguos- o el más famoso de los sufíes de las primeras generaciones al-Yunayd (f. 910).
Al-Yunayd, juntos con otros sufíes de la llamada Escuela de Bagdad —como Abu Yazid al-Bistami, Abu Hasan al-Nuri y otros— son los que comienzan a desarrollar unos elementos y un lenguaje técnico diferenciado.
Coincidiendo, además, con el periodo de desarrollo de la teología especulativa en el islam y los inicios de la filosofía islámica, el sufismo comienza su desarrollo de una teología, cosmovisión e interpretación más diferenciada de los textos islámicos. Es el periodo en el que el tawhid es definido desde una perspectiva sufí, no solo como un concepto teológico, sino también como una estación o meta de realización espiritual (que toma como ejemplo el hadiz que dice: «Cuando mi siervo se acerca a Mí a través de las prácticas obligatorias y voluntarias... Yo soy el oído con el que oye...»). Es también el periodo de la incorporación de diferentes prácticas como la recitación de recuerdos (aḏkār) específicos, o de sesiones de audición espiritual.
Es también el momento en el que en el Jorasán (entre Irán y Afganistán), se desarrolla otro movimiento sufí, que se suele remontar a Abu Yazid al-Bistami (f. 875), en el que se compensa la formalidad de la escuela de Bagdad, que incide en la Unicidad absoluta, que sobrepasa las clasificaciones, y que pretende reducir cualquier manifestación de alteridad (entre ellas el alma), al mínimo.
Esto dará lugar a un movimiento dentro del sufismo que se conocerá como la malamiyya o malamatiyya, que insistirá en la realización interior de esta Unicidad sin que su exterior sea percibido, o que se les consideres como creyentes vulgares, sin que se aprecie nada en su exterior. Posteriormente Huŷwiri o Ibn 'Arabi considerarán que estos son los más altos estadios de la jerarquía iniciática del islam.
Otro autor influyente en este periodo será al-Hallaŷ (m., conocido por haber muerto mártir (véase las obras que dedicó L. Massignon a este autor, al que además de estudiar aprecia, pues por su «intermediación espiritual» se salvó de la pena de muerte en Siria).
Sus poemas y textos son conocidos por su efusión del amor divino y la unión con el amado.
También es al-Niffari (f. 965), cuyas sentencias recogidas en el K. Al-Mawaqif (el Libro de las paradas), influyeron notablemente en muchos autores, y que han definido junto a otros aforismos el vocabulario técnico del islam.
al-Hakim al-Tirmiḏi (f. 942), en muchos aspectos será un precursor de la mayoría conceptos desarrollados por Ibn 'Arabi, entre los que destacan el concepto de santidad (walaya) -es célebre su famoso K. Jatm al-walaya, el Libro del Sello de la Santidad-, los rangos de la santidad o las diferentes relaciones entre conocimiento humano, divino y los órganos que los perciben, que expone en su K. Bayan al-farq bayna al-qalb..., el Libro sobre la diferencia entre el corazón, el pecho, el secreto...

### 3. El periodo formativo y de desarrollo literario
Con Al-Sarraŷ (f. 988) y su K. Al-Luma, un tratado de sufismo, se abre una nueva fase dentro del desarrollo del sufismo: se revisa el desarrollo del sufismo en los dos siglos anteriores, se sistematiza, se investiga en las fuentes las diferentes enseñanzas, y se trata de armonizar las fracturas producidas por el periodo anterior, contextualizando las palabras de los sufíes en estado de éxtasis, y proporcionando una base a tales visiones y alusiones.
También intenta conciliar las aparentes divergencias que surgieron entre realidad espiritual y ley religiosa, aunque esa labor no se verá completada hasta la llegada de Al-Ghazali.
Otros de los continuadores de esta línea será Abd al-Rahman al-Sulami (f. 1021), donde realiza la síntesis de las diferentes narraciones sobre espiritualidad (el ascetismo, la futuwa, la sabiduría y la malamiyya), que encabeza genéricamente como sufismo, integrándolas dentro de una vía que pretende alcanzar el modelo profético -no hay que olvidar que para transmitir las palabras de los sufíes acudirá a utilizar las mismas técnicas de narración que se hace con los hadices proféticos).
Dentro de esta misma tendencia destaca al-Isfajani (f. 1038), que recopiló la vida y ejemplo de numerosos sufíes en su Hilyat al-awliya, la Vida de los Santos.
Otro de los sucesores de al-Sulami fue al-Qušayri (f. 1072), que constituye uno de los manuales de sufismo esenciales, que se sigue estudiando en la actualidad, y que aporta las definiciones técnicas del sufismo.
En este periodo también se escribieron otros manuales, como el Kašf al-mahŷub, el Develamiento de lo velado de al-Huŷwiri (f. 1076), donde además de una completa historia del sufismo, de sus corrientes en su época, de la vida de los primeros maestros, también explica la terminología y conceptos básicos.
También en la zona del Jorasán se estableció Abd Allah al-Ansari, que escribió sus Manazil al-sairin, Las estaciones de los caminantes, una manual donde se narran las diferentes etapas del camino sufí.
Pero quizás la figura que marca un punto de inflexión sea Abu Hamid al-Ghazali (f. 1111) y su hermano Ahmad (f. 1126). Con Abu Hamid se conseguirá la reconciliación del sufismo y la ley religiosa. Su obra más monumental, la Revivificación de las Ciencias del islam, no es solo un tratado de las diferentes ciencias islámicas; es la legitimación del sufismo como ciencia islámica y como parte característica del legado profético. Es la «ciencia de la profecía» en cuanto a sus características interiores. Con Al-Gazali el sufismo comienza su sistematización y su organización en corrientes o ramas, que recibirán la denominación de jirqa, el manto, que simboliza la transmisión de una influencia o modelo profético.
Tras Al-Gazali tiene lugar el fenómeno de la sucesiva organización alrededor de figuras y maestros concretos. El primer periodo es el de la jirqa, donde la transmisión de la influencia espiritual de una determinada línea o sucesión se realizan a través de unas determinadas líneas de sucesión, que progresivamente se van limitando a las más importantes.

#### Irak
Las diferentes cadenas que se forman se hacen alrededor de Yunayd.
Una de las más influyentes, y que ha sobrevivido como una tariqa es la que procede de Abdul Qadir al-Yilani (f. 1166).
Este gran santo musulmán, conocido como Al-Gawz, el intercesor divino, es uno de los más reputados maestros del sufismo oriental.
A él se remiten la mayor parte de las cadenas iniciáticas, y sus enseñanzas, recogidas por sus discípulos, todavía son estudiadas.
Alrededor de Ahmad al-Rifai se organizó otra de estas cadenas, que se consolidó rápidamente y que es la primera tariqa en formarse.
Se extendió rápidamente por Oriente Medio, y todavía hoy día pervive.
Shihab al-Din al-Suhrawardi (f. 1234) fue uno de los maestros del siglo XIII que más asentó el sufismo, aportando metodología y un equilibrio entre Ley y realidad.
Su awarif al-ma'arif sigue siendo un manual plenamente vigente.
Además jugó un importante papel político al ayudar al califa abbasí al fortalecimiento de la caballería espiritual o futuwa.

#### Asia central
En Asia central la mayoría de las líneas iniciáticas se remiten a Abu Yazid al-Bistami.
Entre estos hubo renombrados maestros que restauraron la vía malamiyya, como Abu Said Abi-lJayr, Abd al-Jaliq al-Guydawani, que son los cimientos de la orden Naqshbandi.
De esta rama surgieron algunos movimientos, como los qalandaríes, o algunas ramas yasavíes, muy influidas por ritos budistas e incluso chamánicos del Turquestán.
Otra rama importante es la kubrawiyya, que parte de Nay al-Din al-Kubra (f. 1221), bajo cuya tutela se iluminaron maestros como Baha al-Din al-Walad, padre de Rumi.
Desarrolló la percepción de fenómenos suprasensibles, de los centros sutiles del cuerpo humano y su relación con los colores.

#### India

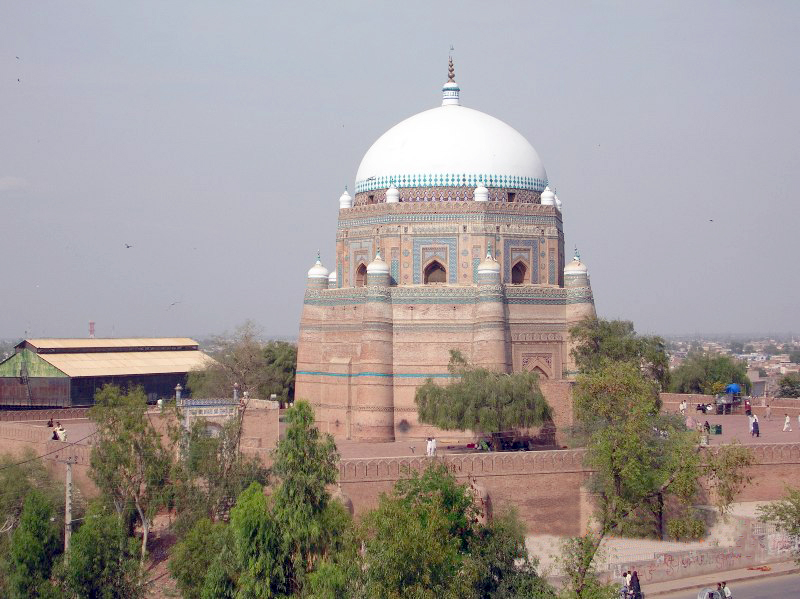
Mausoleo del santo sufí Shah Rukn-e-Alam, en Multan (Pakistán).

La jirqa principal proviene de Muin al-Din al-Shisti (f. 1236). A su alrededor se formaron la mayoría de las turuq del subcontinente indio.

#### Al-Ándalus y el Magreb
En esta región no habían aparecido ni los turuq ni las jirqa-s, aunque si existían modelos en los que se seguía a un maestro, aunque no había un rito iniciático.
No había una transmisión formal, y en pocas ocasiones se denominaban sufíes.
La mayoría de los seguidores lo hacían a título individual.
A pesar es conocida la presencia de santos y de maestros notables en al-Ándalus y el Magreb desde tiempo muy temprano.
Una de las primeras escuelas que se creen que se formaron fue alrededor de Ibn al-'Arif, un sufí almeriense m. en 1141.
Sus enseñanzas y discípulos se extendieron e influyeron en numerosos maestros.
El primer maestro con una resonancia real como núcleo de una serie de cadenas iniciáticas es Abu Madyan de Cantiliana (m 1198).
Tuvo tanto maestros occidentales como orientales, y su sufismo es «una síntesis del sufismo marroquí, andalusí y oriental».
Su influencia fue notable, tanto en Ibn 'Arabi, como en los iniciadores de la Shadhiliyya.
Con la emigración de los hispano-andalusíes llegó a Oriente una oleada de maestros de Occidente.
En Egipto se facilitó la confluencia tanto de alumnos de Abu Madyan, de Ibn al-Arif.
Pero especialmente de entre estos destaca la figura del gran maestro revivificador del islam (Muhyi al-Din) Ibn ’Arabi (f. 1240).
Este, aunque no formó una tariqa, dejó una impronta en el lenguaje, la expresión y pensamiento del sufismo posterior a su obra, tanto en sus defensores como entre sus detractores.
Otros sufíes importantes de esta época fueron Ibn Sab῾īn (f. 1270), nacido en el valle de Ricote, y uno de sus sucesores, al-Shushtari, famoso poeta andalusí, cuyas obras han perdurado hasta la actualidad en el cancionero popular magrebí. Destacan también los llamados Siete santos de Marrakech, venerados en el islam popular marroquí.

### 4. Periodo moderno o de lasturuq
Desde finales del siglo XIII a principios del XIV se fueron formando diversos focos iniciáticos, que eran una renovación de las diferentes jirqa-s que se habían originado en el siglo anterior.
Además, muchas de ellas se veían influenciadas por los movimientos demográficos ocasionados tanto por la entrada de los mogoles por Oriente, como el empuje de los reinos cristianos en al-Ándalus.

#### Egipto
Una de las zonas donde este desarrollo tuvo mayor importancia fue Egipto, donde las diferentes jirqa-s dieron lugar a numerosos maestros que dejaron su huella imborrable en forma de diversas turuq.
Este es el caso de Abu Hasan al-Shadhili (f. 1258), maestro fundador de la orden shadhilí.
A través de sus sucesores, como Abu al-Abbas al-Mursi (f. 1287), de origen andalusí, y sobre todo de Ahmad Ibn Ata'Illah (f. 1309), se establecerá un prototipo de turuq que ha legado hasta nuestros días.
Egipto también dio lugar a otras turuq, entre ellas la hanafiyya y la wafaiyya (ramas de la shadhiliyya), aunque también aparecieron otras de orígenes distintos, como la ahmadiyya (rama de la rifaiyya) o la Burhaniyya, que se origina en Burhan al-Din al-Dasuqi (f. 1288).

#### Anatolia

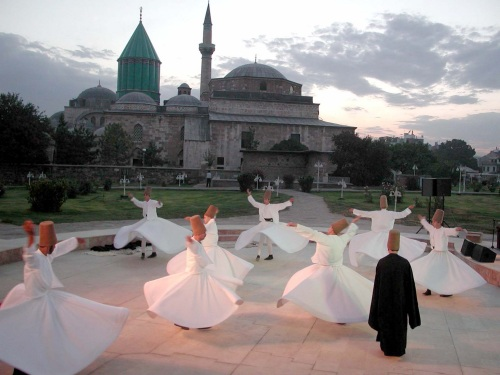
Danzantes derviches o mevlevíes frente a la tumba de Rumi, en Konya (Turquía).

Quizás el maestro que más trascendencia ha tenido es el poeta y místico de origen persa Yalal al-Din Rumi (1207-1273).
Su escuela u orden sufí, conocida por ser la de los derviches giróvagos o mevlevíes, es bien conocida en Occidente. Sus poemas siguen suscitando gran interés, a la vez que ha influenciado decisivamente la literatura de lengua persa, turca, urdu y pastún.

#### Cáucaso
En el Cáucaso se formaron dos turq principalmente, la Safawiyya y la Jalwatiyya.

#### Jorasán
De la Kubrawiyya surgieron la Simnaniya y la Hamadaniyya.
La Simnaniyya parte de Ala Dawla al-Simnani (f. 1336).
La Hamadaniya parte de Ali al-Hamdani (f. 1385). Esta orden persa dio lugar a la Nurbajshia, una rama que se extendió en el ámbito chií a partir de Muhammad Nurbajsh (f. 1464), y que hoy en día está presente en el mundo Occidental.
Otra de las órdenes persas fue la Nimatullahiyya, que se origina en Shah Nimatullah Wali (f. 1431).
Nacido en Alepo, fue un estudioso de las ciencias islámicas que entró en contacto con diversas turuq, entre ellas la Qadiriyya y la Shadhiliyya.
Pero sobre todo su conexión fue con Abd Allah al-Yafi (f. 1367).
Su gran influencia en persa ayudó al contacto entre las ideas de Ibn Arabi (de quien Al-Yafi es transmisor) con el pensamiento del chiismo gnóstico.
Otra de las turuq del Jorasán fue la Naqshbandiyya, que recibe su nombre por Baha al-Din Naqshband (f. 1389), aunque los cimientos y principios ya los estableció Abd al-Jaliq al-Guydawani (f. 1389).

#### Occidente islámico

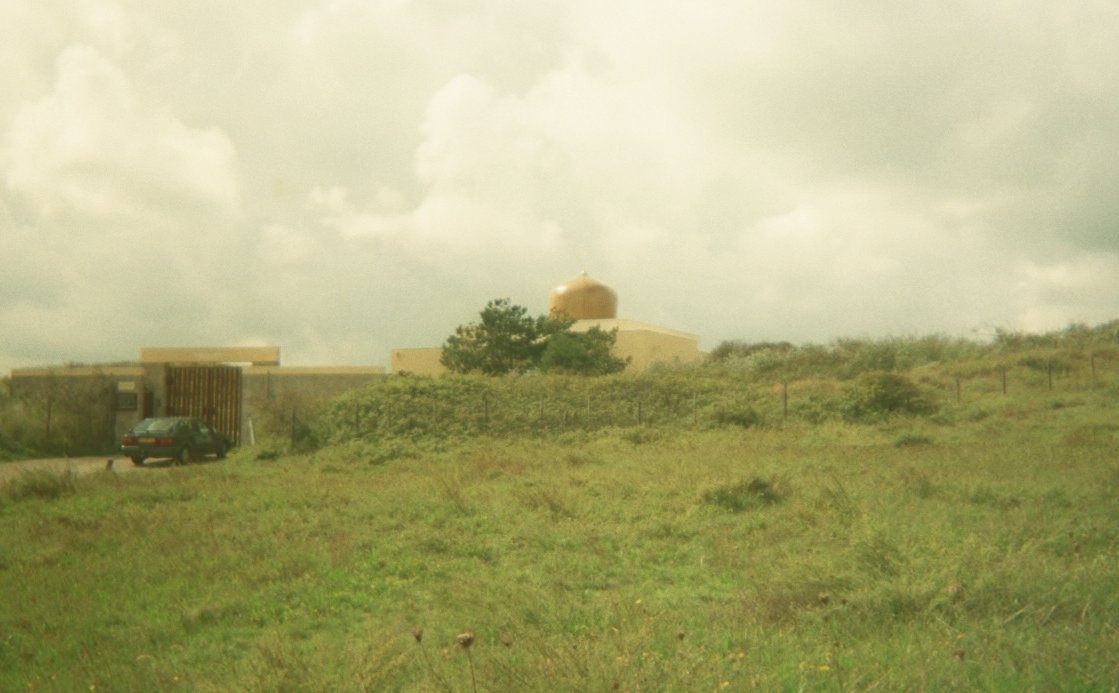
Templo sufí en Katwijk (Países Bajos).

Las diferentes ramas de la Madyaniyya se extendieron rápidamente por el Magreb, pero se colapsaron con la misma rapidez.
Sin embargo la influencia de los morabitos siguió siendo notable en las zonas rurales.
En las ciudades se desarrolló un movimiento, sin un liderazgo claro, que correspondía a las influencias de la escuela de Abu Madyan y contenía elementos de los principios de la Shadhilía.
Fue Ibn Abbad (f. 1390) quien estructuró estas enseñanzas shadhilíes con su comentario a las hikam o sentencias de Ibn Ata Allah.
Es en el siglo siguiente cuando la shadhiliyya se hizo más patente y comenzó a dar lugar a figuras como Al-Yazuli (f. circa 1465), donde se establece una unión entre la guía espiritual y el linaje profético (los shurfa).
Su movimiento fue una expansión generalizada, donde la influencia espiritual iba más allá de una relación entre maestro y discípulo, sino que establecía una relación de cada discípulo con una bendición (baraka) de origen profético.
El siguiente maestro importante es Ahmad al-Zarruq (f. 1494), conocido por ser uno de los impulsores del movimiento usuli.
En el Magreb aparecieron también, posteriormente, turuq como la Tiyaaniyya, que después se han extendido más ampliamente por el África negra.

### 5. El desarrollo de las órdenes
A partir de los grandes maestros de los siglos XII, XIII y XIV el sufismo fue paulatinamente organizándose en torno a estas figuras y constituyendo las turuq o cofradías.
Los fundadores dejaban un legado que sus discípulos perfilaban, lo que dio lugar a diferentes métodos de enseñanza, de prácticas o de especializaciones que son las que constituyen los rasgos diferenciadores de cada una de ellas.

## Prácticas sufíes

### Prácticas comunes

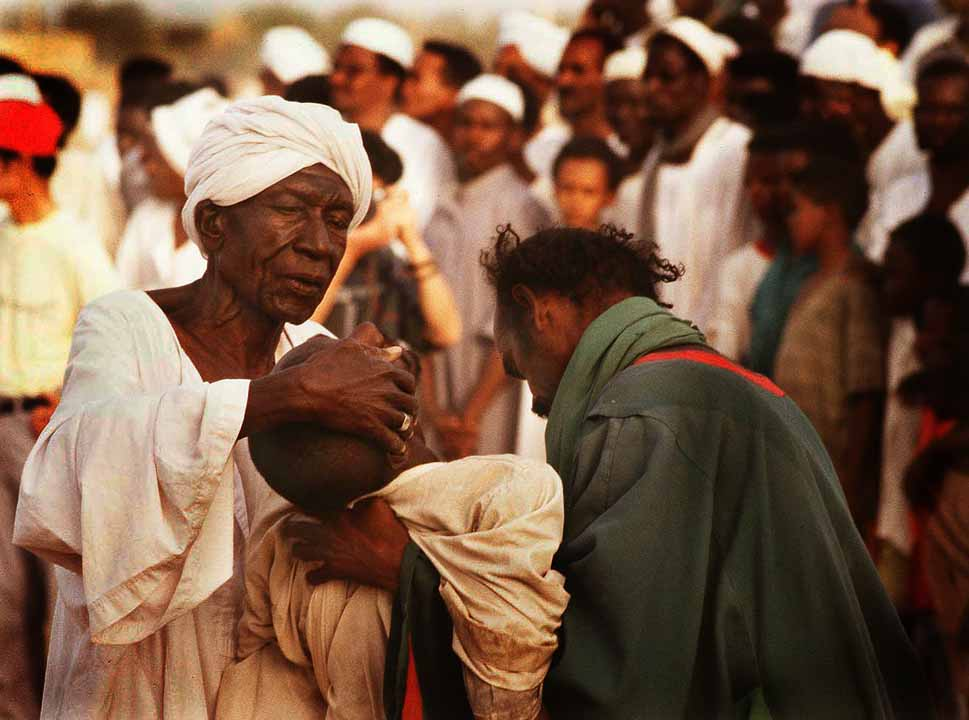
Un sufí cae en trance en Jartum (Sudán).

Las prácticas de los sufíes no se diferencian en muchos aspectos de la del resto de los musulmanes, puesto que en casi todos los turuq se hace hincapié en las prácticas comunes a todos los musulmanes como son la plegaria ritual, la limosna, el ayuno o la peregrinación entre los ritos obligatorios, aunque también se insiste en otro aspectos que son considerados como beneficiosos, como son la recitación del Corán, el recuerdo de Dios (dhikr), el consejo espiritual, la solidaridad, la compañía espiritual, la enseñanza de los principios de la religión, entre otros.
En este sentido la diferencia es en todos los casos una diferencia de grado, tanto cualitativo como cuantitativo.
Aunque existen diferencias según la tariqa, lo que caracteriza a los sufíes son, por ejemplo, la insistencia en los actos de adoración obligatorios (fara'id) y la práctica y la insistencia en aquellos que son voluntarios (nawa'fil).
Así se prodigan en las plegarias voluntarias, como son las oraciones nocturnas (qiyam al-layl), el recuerdo de Dios en todo estado, los ayunos voluntarios, la búsqueda de conocimiento, etc. Pero, junto a ello tiene también importancia que tales actos se hagan con una sinceridad absoluta (ijlas) y que se correspondan con un trabajo interior de atención (muraqaba), de entrega a Dios (tawakkul), de contentamiento (rida), de presencia (hudur), que conduzca a estados interiores de progresiva purificación del alma (nafs) y de conocimiento de la Realidad divina (haqiqa).

### Prácticas específicas

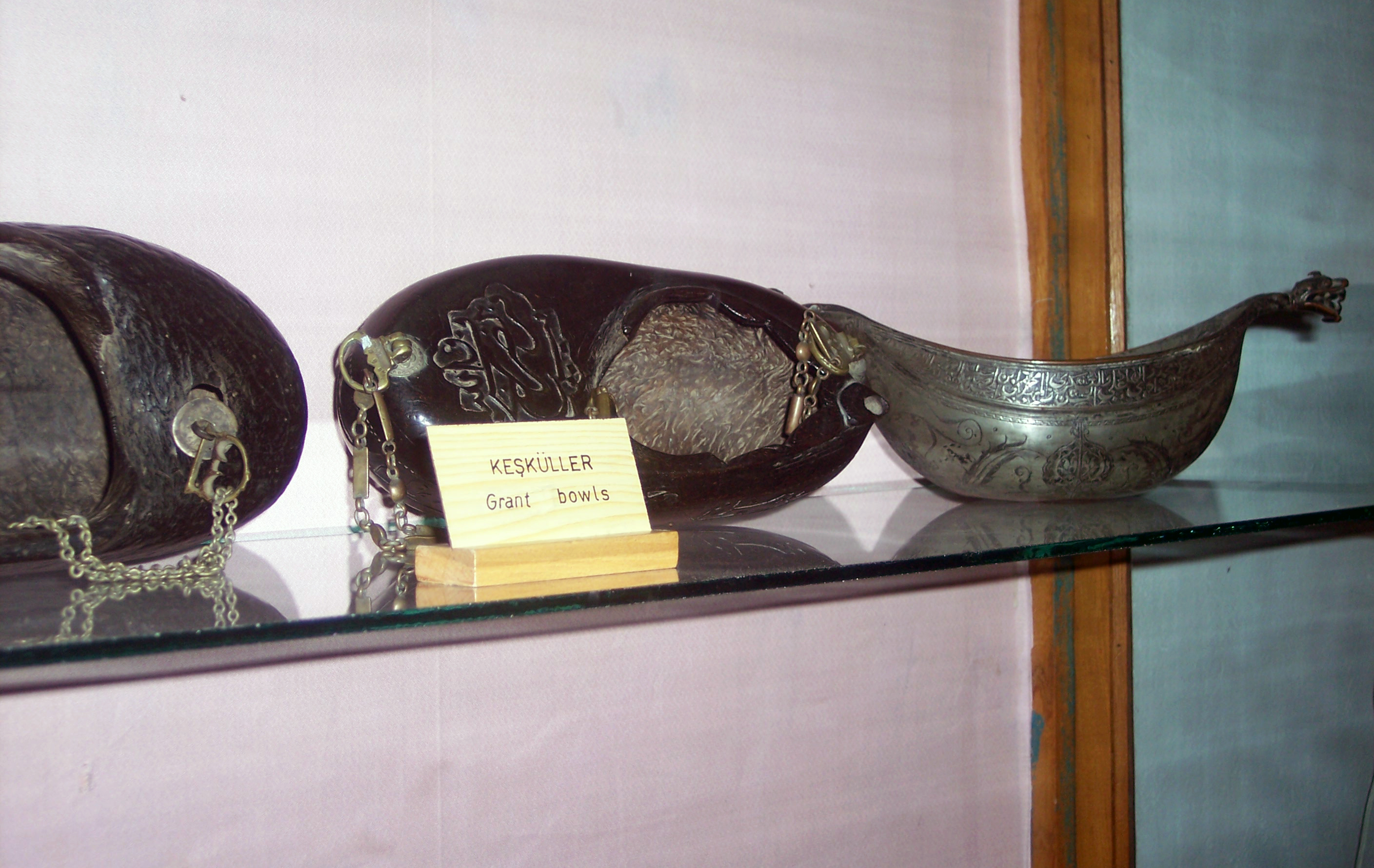
Keşküls (grandes cuencos).
Los derviches usan estos cuencos cuando mendigan, proceso por el cual intentan superar su vanidad personal y arrogancia, una de las prácticas más comunes del sufismo.

Dentro de estas prácticas hay unas que son de carácter individual, como pueden ser la recitación de una determinada letanía o modelo de recuerdo de Dios característico, denominado wird, que es la base de la mayoría de los turuq y uno de los elementos más importantes de las prácticas de los iniciados.
Por otro lado existen prácticas comunitarias que incluyen a los miembros de una misma tariqa.
Entre las prácticas que caracterizan a las órdenes sufíes están las sesiones de recuerdo (dhikr), las de audición espiritual (sama') y las de danza espiritual (hadra o imara).
Las sesiones de recuerdo o dhikr, también conocidas como maylis, son reuniones en las que la comunidad de iniciados recuerdan mutuamente a Dios de diferentes métodos que pueden variar, aunque básicamente incluyen la recitación del Corán, la invocación de diversos nombres divinos, una exposición o enseñanza sobre algún aspecto religioso o espiritual o incluso la lectura compartida de algún texto, como, por ejemplo, la historia de Mushkil Gusha.
Otro tipo de práctica es la audición espiritual (sama'), que en muchas ocasiones se incluye en la anterior.
Consiste, en la mayoría de las ocasiones, en la recitación de poesía de temática espiritual o sagrada, que tiene como ánimo permitirle al alma un grado de apertura a los significados sutiles (lata'if).
Estas prácticas suelen hacer uso de poesía sufí tanto en árabe como en otros idiomas como el persa o el turco, de autores como Hafiz, Sanai, Ibn al-Farid, Rumi, Shushtari, Abu Madyan, Mustafa al-'Alawi, etc. Dependiendo de la tariqa incluye o no instrumentos de música, o simplemente percusión, aunque el elemento más importante no deja de ser nunca la voz humana.
La danza espiritual, conocida como hadra o imara es un tipo de danza ritual.
Aunque varía de modo según la tariqa, desde una recitación del Nombre con movimiento entre los qadiríes, la danza con respiración profunda y rítmica, las danzas rituales de África o la conocida danza de los derviches giróvagos de la tariqa mevleví.

## Chiismo y sufismo
La realidad del chiismo y el sufismo como aspectos integrantes de la revelación islámica es de una claridad demasiado deslumbrante como para hacer caso omiso de ella o justificarla sobre la base de un tendencioso argumento histórico.
Aunque el chiismo y el sufismo en exotérica tienen parecido pero en sus esotéricas tienen profundas diferencias. También el sufismo en la esotérica tiene parecido a sunismo, y se puede decir que la gnosis islámica cristalizó en la forma del sufismo en el mundo suní, mientras llenó toda la estructura del chía, especialmente durante su primer tiempo.
Según la opinión de algunos suníes, el sufismo presenta parecidos con el chiismo e incluso ha asimilado aspectos de este. Asimismo un sabio como Ibn Jaldun dice: " los sufies se empaparon de las teorías de la chiita. Dichas teorías penetraron tan profundamente en sus ideas religiosas que basaron su propia práctica de usar manto en el hecho de que Alí revistió a Al-Hasan al-Basri con esa prenda e hizo que se adhiriera solemnemente a la senda mística. La tradición fue continuada, según los sufies, por Al-Junaid, uno de los sabios sufies". Los chiitas creen que, el chiismo es la base de lo que luego llegó a conocerse como sufismo.
El sufismo no tiene Shariah (Ley) particular, solo es una vía espiritual se llama Tariqah (Camino), y es como el secta suní el Maliki o el Shafei. Pero los chiitas creen que Shariah y Tariqah, los dos son importantes en Islam, y además la creencia del chiismo sobre Tariqah es diferente, los chiitas dicen que tenemos que aprender la manera de la vida del profeta Mahoma y los imanes.